# Michael Amott
Michael Amott (Londra, 28 luglio 1969) è un chitarrista svedese.
È un noto guitar hero svedese, attivo nel campo del metal estremo, ed è uno dei fondatori del gruppo melodic death metal Arch Enemy.

## Biografia

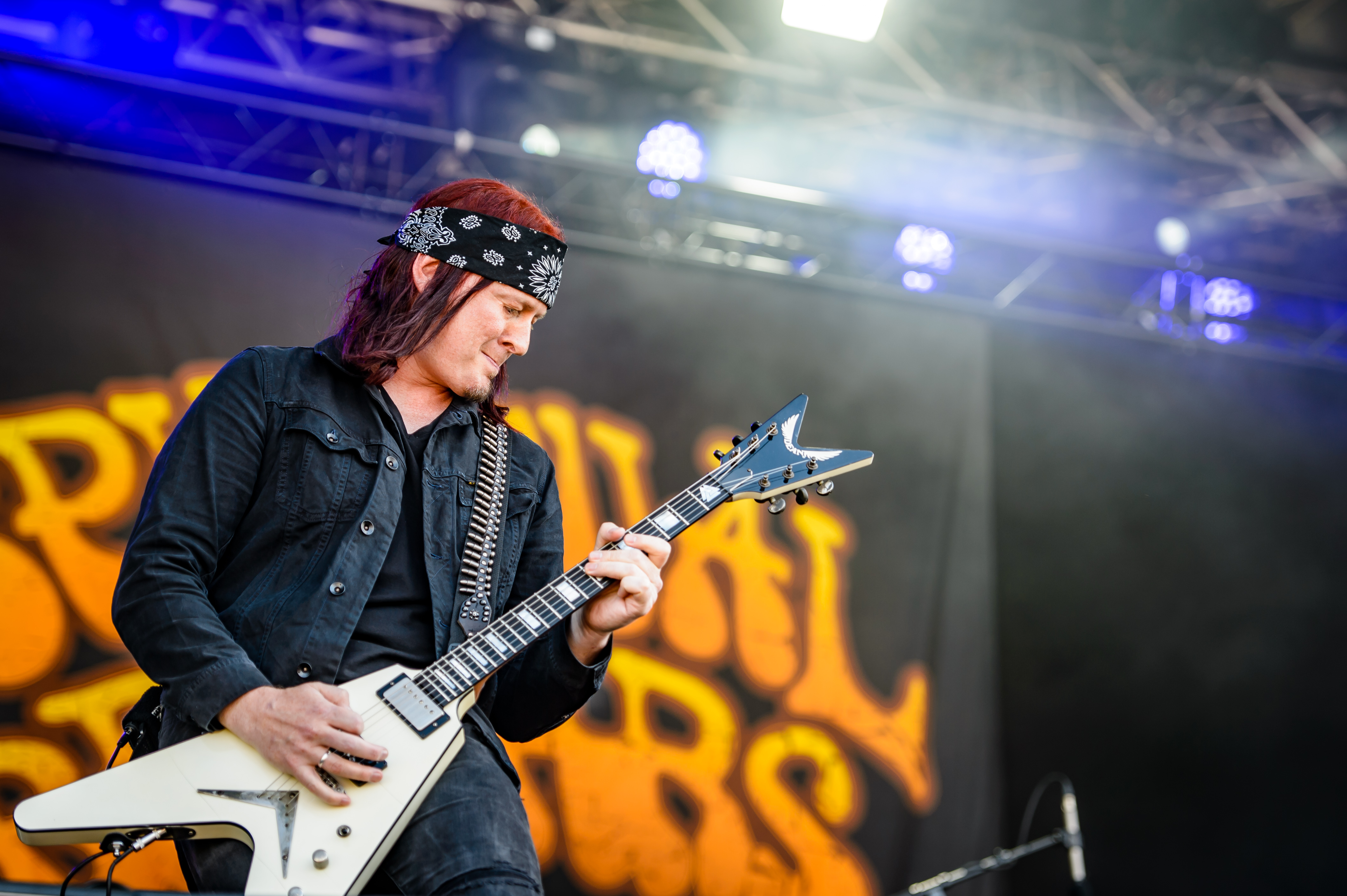
Michael Amott con gli Spiritual Beggars nel 2016

Le sue maggiori influenze sono Glenn Tipton, Dave Mustaine, Randy Rhoads e Michael Schenker.
La sua prima band ufficiale fu quella dei Carnage, fondata nel 1988 e che si sciolse solo due anni dopo, a causa dei continui cambi di formazione. Solo un disco venne inciso chiamato Dark Recollections.
È diventato conosciuto dopo essere entrato a far parte dei Carcass; il suo lavoro in Heartwork è considerato notevole, per i suoi riff taglienti e anche melodici, e per le scale pentatoniche eseguite a velocità elevate arricchite con ottimi armonici. Finita la collaborazione, nel 1994 Michael formò gli Spiritual Beggars, gruppo stoner rock di cui è ancora il leader.
Nel 1996 forma un altro gruppo famoso in ambito estremo, gli Arch Enemy, assieme al fratello minore Christopher (anche lui chitarrista), al cantante Johan Liiva (che militava nei Carnage assieme ad Amott) e al batterista Daniel Erlandsson. L'album d'esordio fu Black Earth pubblicato nello stesso anno della formazione del gruppo. All'inizio, gli Arch Enemy vennero considerati un progetto parallelo, ma visti i successi riscossi dal loro primo disco (in particolare in Giappone) Michael si interessò a tutti gli effetti alla band appena formata.
Del suo grande talento se ne è appropriato la ESP, una nota marca di chitarre e bassi elettrici, che ha creato, con la collaborazione dello stesso Amott, un modello firmato di chitarra chiamato ESP-Ninja V Michael Amott Signature Series.
Nel 2007 prende parte alla reunion dei Carcass, attivi a tutt'oggi con tour nei maggiori festival europei; è uscito nuovamente dal gruppo nel 2012, non partecipando alle registrazioni degli album della band inglese usciti successivamente. Nel 2008 Michael Amott, terminato il contratto con ESP, è diventato endorser del marchio Dean, con cui intende proseguire la propria carriera.

## Discografia

### Con i Carnage
- 1990 – Dark Recollections

### Con i Carcass
- 1991 – Necroticism - Descanting the Insalubrious
- 1992 – Tools of the Trade (EP)
- 1993 – Heartwork

### Con gli Spiritual Beggars
- 1994 – Spiritual Beggars
- 1996 – Another Way to Shine
- 1998 – Mantra III
- 2000 – Ad Astra
- 2002 – On Fire
- 2005 – Demons
- 2010 – Return to Zero
- 2013 – Earth Blues

### Con gli Arch Enemy
- 1996 – Black Earth
- 1998 – Stigmata
- 1999 – Burning Bridges
- 2001 – Wages of Sin
- 2003 – Anthems of Rebellion
- 2005 – Doomsday Machine
- 2007 – Rise of the Tyrant
- 2009 – The Root of All Evil
- 2011 – Khaos Legions
- 2014 – War Eternal
- 2017 – Will to Power